# Jacques Lepatey
Pas d'image ? Cliquez ici

a Compétitions nationales et continentales officielles uniquement.

b Matchs officiels uniquement.
Jacques Lepatey, né le 25 septembre 1929 à Mazamet et mort le 1er mai 2024 à Montredon-des-Corbières, est un joueur international français de rugby à XV évoluant au poste d'ailier.

## Biographie

### Famille
Jacques Lepatey est le neveu de Louis Lepatey (né le 28 août 1898 à Moussan et décédé le 4 septembre 1975 à Narbonne) lui-même joueur de rugby, qui fut licencié à l'AS Béziers au poste de pilier, et fut sélectionné 3 fois en équipe de France en 1924, lors du tournoi et pour l'obtention du titre de vice-champion olympique à Paris. Il est le fils de Charles Lepatey (né le 30 novembre 1899 à Moussan et décédé le 1er mai 1993 à Sallèles-d'Aude) lui-même joueur de rugby, qui fut licencié au SC Mazamet au poste de seconde ligne, et fut sélectionné équipe de France B contre la Roumanie et les Maoris.

### Carrière sportive
Il débuta dans son village de Sallèles-d'Aude en 1946 puis chez les juniors de Narbonne avant de poursuivre sa carrière à Mazamet.
Jacques Lepatey a été meilleur marqueur d'essais en 1953 et en 1958 avec un record de 25 essais pendant la saison 1957-1958 (dont 8 essais dans la phase éliminatoire). Ce record a ensuite été dépassé en 1974 par Jean-Pierre Puidebois.
Il participa à la fameuse tournée en Afrique du Sud de 1958.
Il meurt à l'âge de 94 ans le 1er mai 2024 à Montredon-des-Corbières.

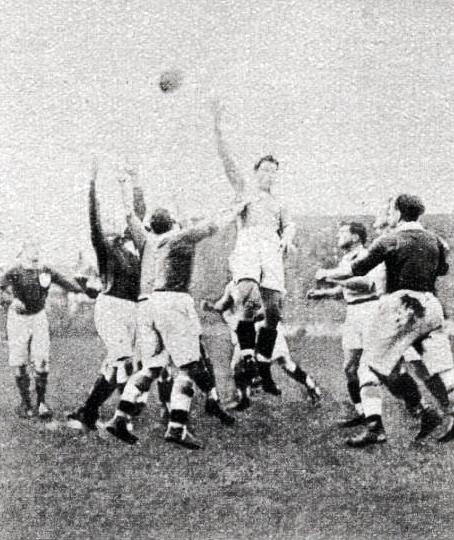
Louis Lepatey son oncle, sautant plus haut que les autres, en 1924 pour Mazamet.

## Palmarès

### En club
Avec le SC Mazamet :
- Challenge Yves du Manoir :
  - Vainqueur (1) : 1958
  - Finaliste (1) :  1955
- Championnat de France de première division :
  - Vice-champion (1) : 1958

### En équipe nationale
- Vainqueur de la Coupe d'Europe FIRA de rugby à XV 1954
- Vainqueur du Tournoi des Cinq Nations en 1955 (ex æquo avec le pays de Galles) (jouant les 4 matchs).
- Vainqueur des Jeux méditerranéens de 1955

## Statistiques en équipe nationale
- 5 sélections (+ 1 non officielle) en équipe de France, de 1954 (2) à 1955 (4)